# Jacob Maurice Coopersmith
Jacob Maurice Coopersmith, né le 20 novembre 1903 à New York et mort le 12 mai 1968 à Washington, est un musicologue américain.

## Biographie
Jacob Maurice Coopersmith fait ses études à l'Université de New York, où il obtient son Bachelor en 1929, puis à l'Université Columbia où il obtient son Master of Arts en 1930 et enfin l'Université Harvard où il obtient son doctorat en 1932. En parallèle, il étudie l'orgue avec Samuel A. Baldwin et A. M. Richardson. Il obtient des bourses de la Fondation Schepp pour étudier à Harvard de 1930 à 1931, de la John K. Paine Traveling Fellowship en 1932, de la Charles E. Ditson Travelling Fellowship en 1933 et enfin de la Juilliard Foundation Grant en 1934. Il a notamment travaillé avec plusieurs radios.
En 1949 il devient le responsable des catalogues musicaux de la Bibliothèque du Congrès. Il publie de nombreux articles sur Georg Friedrich Haendel, ainsi qu'une édition critique du Messiah d'après les sources originales.